# باتريسيا ماير أخلايتنر
باتريسيا ماير أخلايتنر (بالألمانية: Patricia Mayr-Achleitner)‏ مواليد 8 نوفمبر 1986 في رم، النمسا، هي لاعبة كرة مضرب نمساوية سابقة، اعتزلت اللعب في أكتوبر 2015. أعلى تصنيف لها في الفردي كان 70. أعلى تصنيف لها في الزوجي كان 117.

## الخط الزمني للأداء
مفتاح
| ف | ن | ن.ن | ر.ن | د# | د.م | ل | أ.أ | ت | غ | ب | ف | ذ | م.خ | ل.ت |

(ف) فاز بالبطولة (ن) وصل النهائي (ن.ن) نصف النهائي (ر.ن) ربع النهائي (د#) الأدوار الأربعة الأولى (د.م) دور المجموعات (ل) شارك في كأس ديفيز (أ.أ) خرج من الأدوار الاولى (ت) خسر التصفيات التأهيلية (غ) غاب عن الحدث أو البطولة (ب) حصل على ميدالية برونزية (ف) حصل على ميدالية فضية (ذ) حصل على ميدالية ذهبية (م.خ) بطولة الماسترز خُفضت إلى مرتبة أقل (ل.ت) البطولة لم تعقد في السنة المعينة.
لتجنب الارتباك وازدواجية الحساب، يتم تحديث هذه المعلومات إما في نهاية البطولة، أو عندما تكون مشاركة اللاعب في البطولة قد انتهت.

### الفردي
| الدورة            | 2009 | 2010 | 2011 | 2012 | 2013 | 2014 | 2015     | ف-خ  |
| ----------------- | ---- | ---- | ---- | ---- | ---- | ---- | -------- | ---- |
| أستراليا المفتوحة | د2   | د1   | د1   | د1   | غ    | د1   | ت1       | 1–5  |
| فرنسا المفتوحة    | د1   | ت1   | د1   | د1   | ت1   | د1   | ت1       | 0–4  |
| بطولة ويمبلدون    | د2   | ت1   | د1   | د1   | ت2   | د1   | ت1       | 1–4  |
| أمريكا المفتوحة   | د1   | ت3   | د1   | ت1   | د2   | د1   | قالب:بلا | 1–4  |
| فوز-خسارة         | 2–4  | 0–1  | 0–4  | 0–3  | 1–1  | 0–4  | 0–0      | 3–17 |

## وصلات خارجية
- باتريسيا ماير أخلايتنر على موقع رابطة محترفات التنس (الإنجليزية)
- باتريسيا ماير أخلايتنر على موقع الاتحاد الدولي لكرة المضرب (الإنجليزية)
- باتريسيا ماير أخلايتنر على موقع كأس بيلي جين كينغ (الإنجليزية)
- باتريسيا ماير أخلايتنر على موقع خلاصة التنس.كوم (الإنجليزية)
- باتريسيا ماير أخلايتنر على موقع إي إس بي إن.كوم (الإنجليزية)

- الموقع الرسمي